# Karl Schiske
Karl Hubert Rudolf Schiske (12. února 1916 Győr, Rakousko-Uhersko – 16. června 1969 Vídeň, Rakousko) byl rakouský hudební skladatel a pedagog. Je považován za jednoho z nejdůležitějších rakouských skladatelů a učitelů hudby 20. století.

## Život
Narodil se v Győru v západním Maďarsku, který byl tehdy součástí Rakousko-Uherské monarchie. Když mu byly 3 roky se rodina přestěhovala do Orth an der Donau v Dolním Rakousku a v roce 1923 do Vídně. Navštěvoval gymnázium v Albertgasse, kde byl jeho spolužákem a později dlouholetým přítelem, budoucí malíř, Carl Unger. Od roku 1932 studoval skladbu u Ernsta Kanitze, profesora hudební teorie na Nové vídeňské konzervatoři. Kromě toho studoval muzikologii, dějiny umění, filosofii a fysiku na Vídeňské univerzitě. Doktorát získal v roce 1942 za práci „Použití dizonancí v Brucknerových symfoniích“. Studoval rovněž hru na klavír u českého klavíristy Rodericha Basse a Julia Varga na konzervatoři a Hanse Webera na Vídeňské hudební akademii. Ještě v průběhu studia uvedli Vídenští symfonikové a Steinbauer Quartett jeho skladby na veřejných koncertech.
V roce 1940 byl povolán do německé armády a nemohl dále komponovat. Pod vlivem Druhé světové války vzniklo jeho hlavní dílo, oratorium Vom Tode (Před smrtí), komponované na památku bratra Huberta, který padl v Rize v roce 1944. Poprvé bylo provedeno v roce 1948 za řízení Karla Böhma ve Wiener Konzerthaus.
Po válce žil jako nezávislý skladatel ve Vídni. Pobýval také v Horním Rakousku, Štýrsku a Salcbursku. V té době zažíval své nejplodnější období. Mimo jiné zkomponoval 3 symfonie, Komorní koncert pro orchestr a řadu komorních skladeb. Od roku 1952 vyučoval skladbu na Universität für Musik und darstellende Kunst ve Vídni. Byl jmenován profesorem a získal rakouskou Státní cenu za oratorium Vom Tode. Byl spoluzakladatelem Studia elektronické hudby a v letech 1966–1967 působil jako hostující profesor na University of California, Riverside v USA. Byl členem správní rady rakouské větve Mezinárodní společnosti pro soudobou hudbu
V roce 1954 se Schiske oženil s Bertou Baumhacklovou, se kterou měl čtyři děti. Zemřel ve Vídni 16. června 1969 na krvácení do mozku ve věku 53 let. Byl pohřben na místním hřbitově v Orth an der Donau.

## Dílo (výběr)

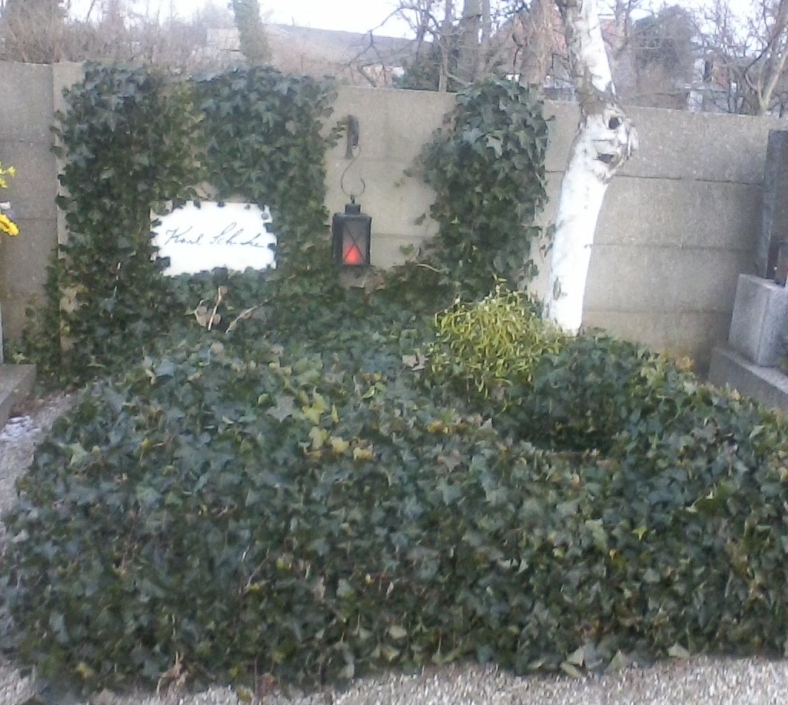
Hrob skladatele.

### Vokální skladby
- Der Schrei (Výkřik, šestihlasý smíšený sbor a cappella, 1938)
- Reitjagd (Hon, kantáta pro baryton, smíšený sbor a orchestr, 1938)
- 4 sbory pro tříhlasý sbor a cappella (1945)
- Vom Tode (Před smrtí, oratorium pro sóla, smíšený sbor, orchestr a varhany, 1946)
- Psalm 99 (Žalm 99 –Jubilate Deo, šestihlasý smíšený sbor a cappella, 1949)
- Der Mai (Máj, tříhlasý sbor a cappella, 1952)
- Missa Cunctipotens Genitor Deus pro smíšený sbor a varhany ad lib. (1954)
- Candáda pro sóla sbor a orchestr (1956)
- Missa (malá varhanní mše, 1958)

### Orchestrální skladby
- Předehra pro velký orchestr (1937)
- Koncert pro klavír a orchestr (1938)
- Hudba pro trubky (1939)
- Koncert pro smyčcový orchestr č. 1 (1940)
- 1. symfonie (1941)
- Taneční rondo (1942)
- Koncert pro smyčcový orchestr č. 2 (1945)
- 2. symfonie (1947)
- Komorní koncert (1949)
- 3. symfonie (1950)
- Koncert pro housle a orchestr (1951)
- 4. symfonie (1955)
- 5. symfonie "auf B" (1965)

### Komorní skladby
- Smyčcový kvartet č. 1 (1936)
- Sextet pro klarinet smyčcový kvartet a klavír (1937)
- 3 malé suity pro dvě flétny nebo jiné melodické nástroje (1941)
- Sonáta pro housle a klavír (1943)
- Dechový kvintet (1945)
- Smyčcový kvartet č. 2 (1945)
- Dvě skladby pro altovou flétnu a klavír (1947)
- Hudba pro klarinet, trubku a violu (1947)
- Sonatina pro housle, violoncello a klavír (1951)
- Tři skladby pro Gloria, housle sólo (1951)
- Synthese pro čtyřikrát čtyři nástroje (1958)
- Divertimento pro deset nástrojů nebo komorní orchestr (1963)
- Dialog pro violoncello a klavír (1967)

### Klavírní skladby
- Malá suita (1935)
- Thema, osm variací a dvojitá fuga (1935)
- Sonáta (1936)
- Rhapsodie (1945)
- Taneční suita (1945)
- Sonáta pro klavír na čtyři ruce (1949)
- Etüdensuite (1951)
- Tři skladby podle lidových písní (1951)
- Malá fuga (1952)
- Sonatina (1953)

### Písně
- 3 písně pro vysoký hlas a klavír (1938)
- 2 písně pro střední (vyšší) hlas a klavír (1941)
- 3 písně pro vysoký hlas a klavír (1945)
- 7 písní z oratoria Vom Tode (1946)
- Vokalísy pro střední hlas a klavír (1951)

### Varhanní skladby
- Variace na vlastní téma (1938)
- Toccata (1951)
- Toccata (1952)
- Triová sonáta (1954)
- Triová sonáta pro varhany nebo tři melodické nástroje (1954)
- Chorálová partita (1957)

## Ocenění
- Hudební cena města Vídně (1950)
- Rakouská státní cena (1952)
- Cena Theodora Körnera (1960)
- Rakouský čestný kříž za vědu a umění (1960)
- Velká rakouská státní cena (1967)
- Vyznamenání za služby Rakouské republice (1968)
- Zemská cena Dolního Rakouska (posmrtně, 1970)